# Topoľčany
Topoľčany (în germană Topoltschan, în maghiară Nagytapolcsány) este un oraș din Slovacia cu 29.614 locuitori.

## Demografie
| An:                | 1994   | 2004    | 2014   | 2024   |
| ------------------ | ------ | ------- | ------ | ------ |
| Număr de persoane: | 32.156 | 28.728  | 26.421 | 23.985 |
| Diferență:         |        | −10,66% | −8,03% | −9,21% |

| An:                | 2023   | 2024   |
| ------------------ | ------ | ------ |
| Număr de persoane: | 24.086 | 23.985 |
| Diferență:         |        | −0,41% |

## Personalități născute aici
- Rudolf Vrba (1924 - 2006), biochimist evreu, celebru pentru raportul scris despre crimele în masă de la Auschwitz;
- Ľubor Kresák (1927 - 1994), astronom;
- Robert Fico (n. 1964), politician, premier al Slovaciei;
- Boris Peškovič (n. 1976), fotbalist;
- Tereza Mihalíková (n. 1998), tenismenă.

Vezi și: Listă de orașe din Slovacia